# Серебренників Михайло Олександрович
Серебренників Михайло Олександрович (*19 вересня 1873 — ?) — старшина Дієвої армії УНР.

## Біографія
Закінчив гімназію, Чугуївське піхотне юнкерське училище (у 1900 році), служив у 124-му піхотному Воронізькому полку (місто Харків), у складі якого брав участь у Російсько-японській війні. Закінчив Військово-інтендантську академію. У 1914–1917 роках служив в інтендантському управлінні XII армійського корпусу. Останнє звання у російській армії — полковник.
Станом на 29 вересня 1919 року — начальник Головного інтендантського управління Військового міністерства УНР.
Подальша доля невідома.